# (36181) 1999 TT10
(36181) 1999 TT10 est un astéroïde de la ceinture principale d'astéroïdes découvert en 1999.

## Description
(36181) 1999 TT10 a été découvert le 8 octobre 1999 à Višnjan, une municipalité située dans le comitat d'Istrie en Croatie, par Korado Korlević et Mario Jurić.

### Caractéristiques orbitales
L'orbite de cet astéroïde est caractérisée par un demi-grand axe de 3,2 ua, un périhélie de 2,75 ua, une excentricité de 0,09 et une inclinaison de 11,22° par rapport à l'écliptique. Du fait de ces caractéristiques, à savoir un demi-grand axe compris entre 2 et 3,2 ua et un périhélie supérieur à 1,666 ua, il est classé, selon la JPL Small-Body Database, comme objet de la ceinture principale d'astéroïdes.

### Caractéristiques physiques
(36181) 1999 TT10 a une magnitude absolue (H) de 12,8 et un albédo estimé à 0,094.